# Atractus resplendens
Atractus resplendens — вид змій родини полозових (Colubridae). Ендемік Еквадору.

## Поширення і екологія
Atractus resplendens мешкають в Еквадорських Андах в центральній частині країни, в провінціях Тунґурауа, Морона-Сантьяго, Чимборасо і Пастаса. Вони живуть у вічнозелених гірських лісах, на висоті від 1800 до 2200 м над рівнем моря.